# Échiquier croate

Écusson dans le sceau du royaume de Croatie.

Le damier croate ou échiquier (croate : šahovnica, prononcé : [ʃaxǒːʋnit͡sa])  est le symbole national de la Croatie et du peuple Croate, il couvre le blason principal des armoiries croates au-dessus duquel se trouve la couronne avec cinq blasons plus petits. Les cases sont toujours disposées correctement et elles sont rouges et blanches, bien que l'ordre des couleurs ait varié durant l'histoire.

## Nom
L'échiquier croate est traduit du croate šahovnica (de šah, " échecs "). Kockovlje et kockice (tous deux de kocka, "cube") sont souvent appelés échiquier croate, ce qui est incorrect car l'échiquier est composé de formes géométriques et non d'objets géométriques 3D.

## Description
Aujourd'hui, le blason est « échiqueté de gueules et d'argent de 25 cases », l'ordre des champs n'étant pas précisé. Toutefois le champ rouge est majoritairement utilisé, le blanc étant associé au nationalisme depuis les Oustachis.

## Histoire

### Origine
Une légende — probablement du XIXe siècle — raconte comment le roi croate Stephen Držislav a été capturé par les Vénitiens, et a joué une partie d'échecs contre le Doge Pietro II Orseolo. Il a remporté les trois parties et a ainsi gagné sa liberté et, dans certaines versions, le pouvoir sur les villes dalmates. Il incorpore alors l'échiquier à ses armoiries.

### Utilisation dans les armoiries

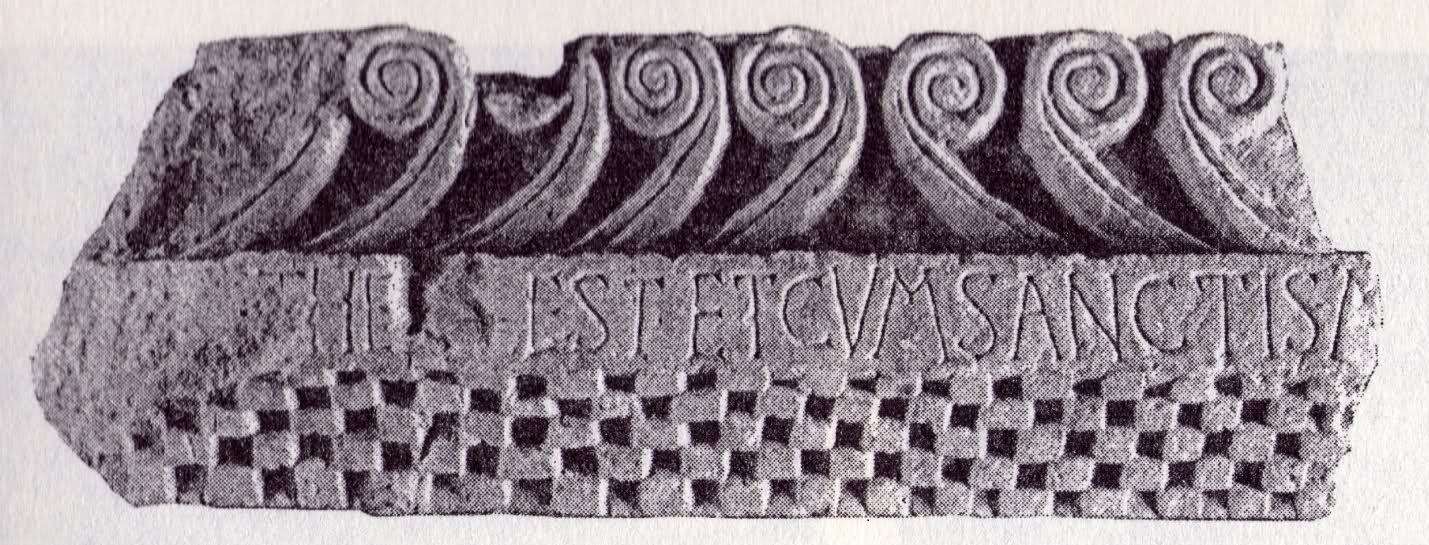
Fragment de l'église Saint-Jean de Nimfa

L'une des plus anciennes armoiries du Royaume de Croatie de 1495 est située dans la ville autrichienne d'Innsbruck et se trouve sur le devant de la salle du temple du 35 Herzog-Friedrichstrasse (de). On suppose que la création des armoiries croates a été stimulée par l'empereur Maximilien Ier dont l'époque est à l'origine des armoiries d'Innsbruck, mais aussi d'autres armoiries, conservées dans l'Allemagne et l'Autriche d'aujourd'hui,. On suppose également que le nombre d'armoiries croates conservées de l'époque du souverain des Habsbourg doit être remercié par le fait que la paix de Pressbourg du 7 novembre 1491 lui a donné, ainsi qu'à sa maison, l'héritage du trône magyaro-croate au cas où la dynastie Jagellon n'aurait pas de progéniture mâle légitime, mais aussi la stipulation que Maximilien Ier pourrait conserver le titre de roi hongrois (et croate). Pour cette raison, il ne serait pas étrange qu'il ait juste stimulé l'émergence d'un manteau d'échecs croate, s'il n'existait pas auparavant. Les Habsbourg, cependant, ne devinrent rois magyaro-croates que quelques décennies plus tard, avec l' élection de 1527 à Cetin, il est donc plus probable que la dynastie jagellon alors au pouvoir devait commémorer l'utilisation de ces armoiries.
Dans certaines citations, il est mentionné que la couleur blanche correspond à la Croatie blanche et la couleur rouge à la Croatie rouge. Il y a aussi une croyance dans la signification de la couleur du premier champ des armoiries, selon laquelle le premier champ blanc est l'indépendance de la Croatie, et le premier champ rouge est sa position subordonnée, mais cette croyance est d'une date plus récente et n'a aucune confirmation dans la tradition antérieure,.

## Le 5 x 5
Au début, le nombre de cases n'est pas précisé, il existe donc des échiquiers 3x4, 3x5, 4x5, 5x5, 5x6 ou encore 8x8.
Ce n'est qu'au XIXe siècle que le format 5x5 prévaut. À partir de 1848, avec l'union des provinces croates sous Jelačić pendant la révolte hongroise, le 5x5 est presque toujours utilisé.

## Autres utilisations
Le damier rouge-blanc typique est largement utilisé dans les aéroports en raison de sa reconnaissabilité et de sa visibilité. Le damier est utilisé sur les toits, les châteaux d'eau et autres bâtiments autour des aéroports[réf. souhaitée],. Cependant, l'utilisation n'est pas directement liée au symbole national de la Croatie et des Croates. L'UMD MiG-21 de l'armée de l'air croate est peint dans un damier croate rouge-blanc. Les maillots dans les événements sportifs qui utilisent le damier croate sont largement utilisés par les fans de sport croates. Le damier croate peut être vu sur divers objets comme décoration.

## Galerie

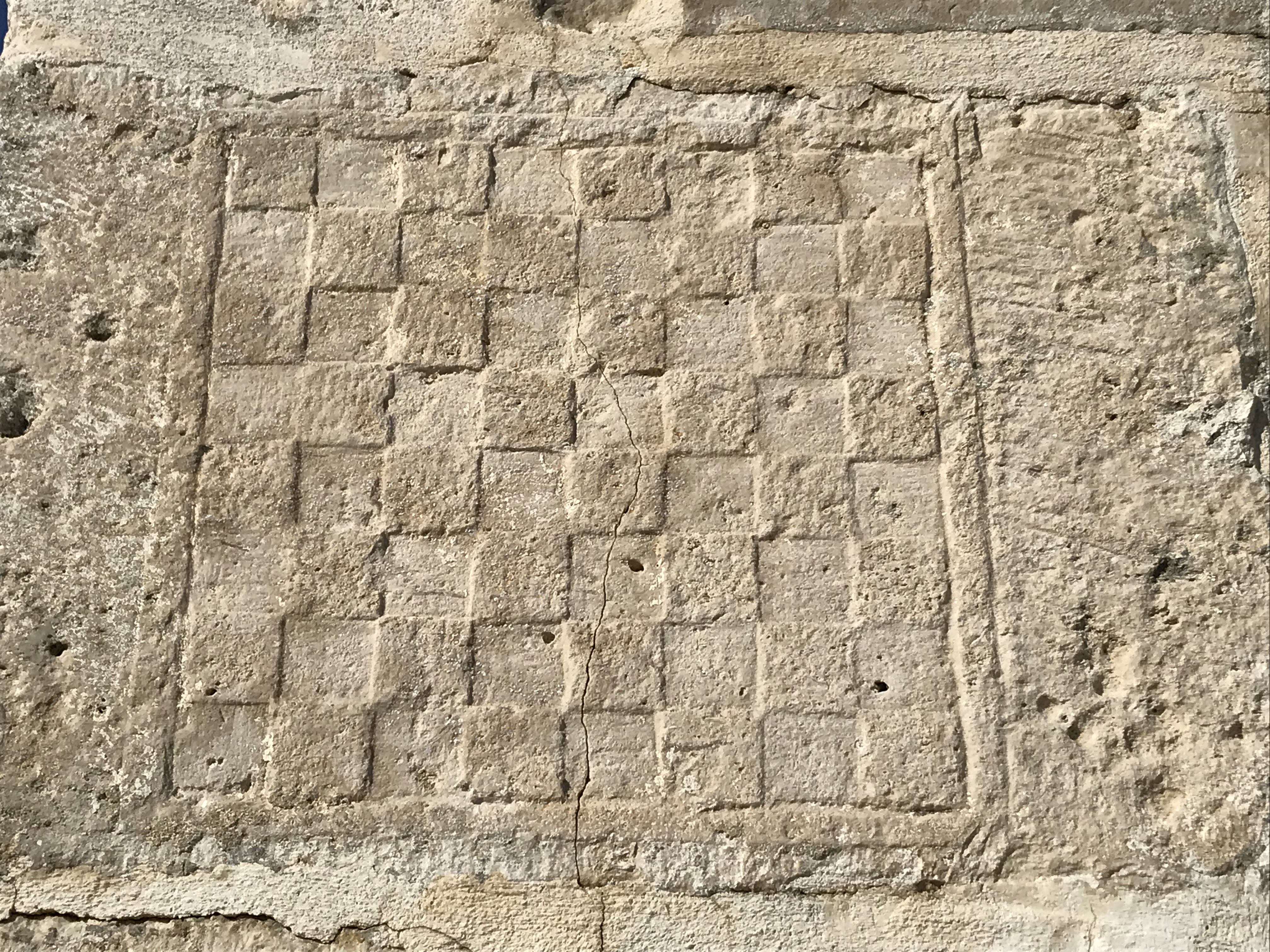
Échiquier croate sur l'église de Baška
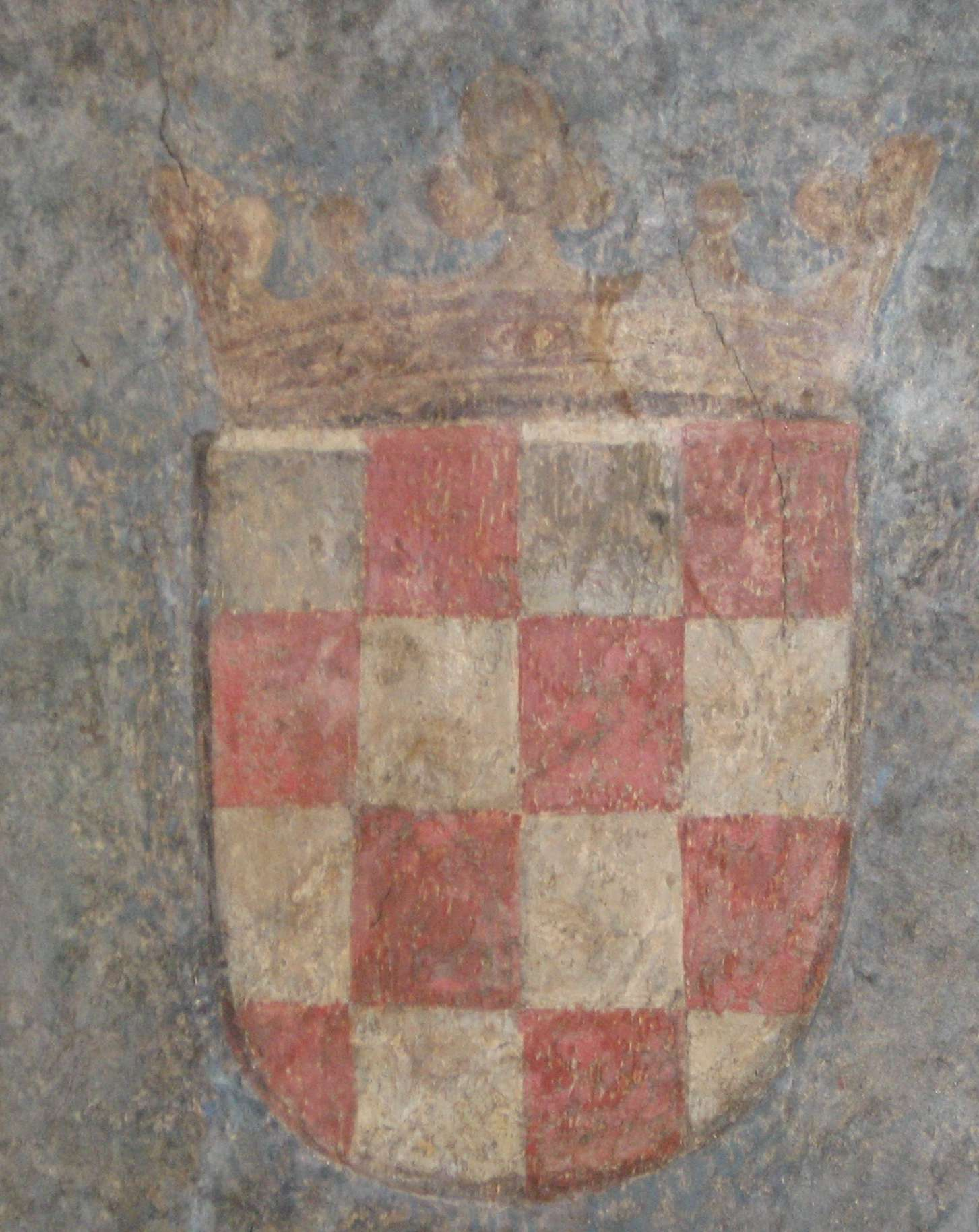
Premier exemple connu d'échiquier croate tel que représenté à Innsbruck, Autriche (1495).
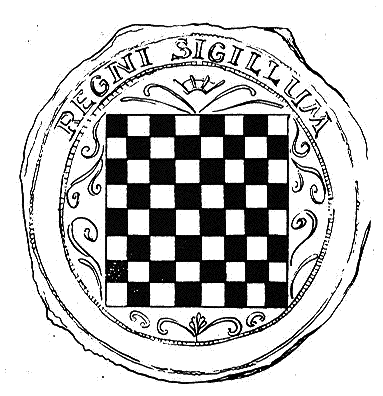
Armoiries de la Croatie utilisées en 1527 dans le cadre d'un sceau sur la Charte de Cetingrad.
Royaume de Croatie (1525-1868).
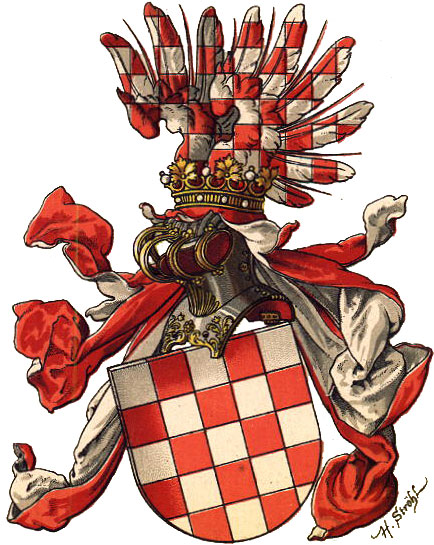
Armoiries des terres de la Couronne croate (jusqu'en 1868).
Royaume de Croatie-Slavonie (1868–1918).
Armoiries de la Transleithanie (1868-1915).
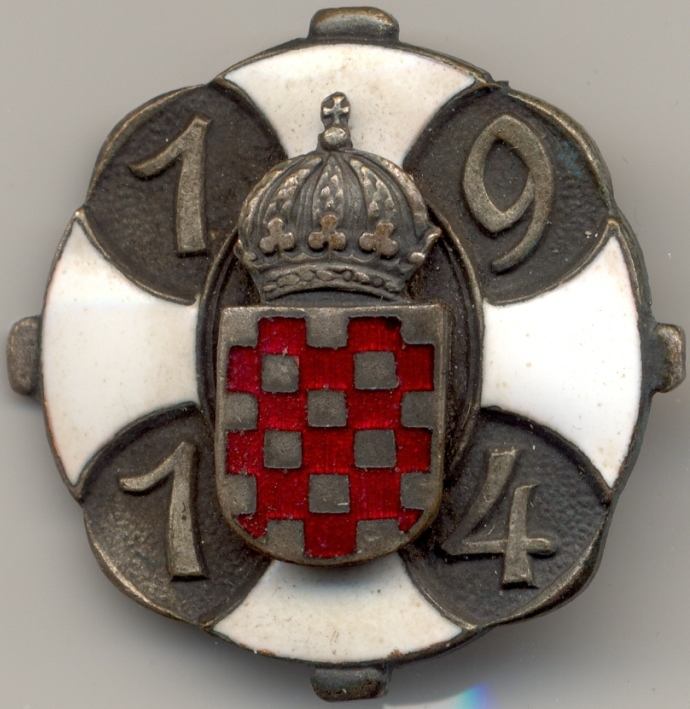
Insigne patriotique de 1914.
Banovina de Croatie (1939-1943).
Banovina de Croatie version plus grande (1939–1943).
État indépendant de Croatie (1941-1945).
République socialiste de Croatie (1947–1990).
Premières armoiries de la République de Croatie (1990).
Armoiries de la Croatie après 1990.